# Lázaro Roberto
Lázaro Roberto dos Santos nasceu em Salvador, em 1958. Sua mãe lavadeira de roupas e seu pai um estivador, tem onze irmãos e continua a morar na mesma casa onde nasceu na Fazenda Grande do Retiro. Participou do projeto que tinha como nome Grupo Experimental das Artes da Fazenda Grande, onde viu, pela primeira vez, uma pequena exposição de fotografia com o tema Cangaço, do fotógrafo e cineasta Antônio Olavo. No final dos anos 70, conheceu o MNU (Movimento Negro Unificado), onde também militantes e pessoas ligadas ao mundo da cultura Negra como Jônatas Conceição, Lino de Almeida, Jorge Conceição, Jorge Watusi e muitos outros estavam envolvidos. Foi nessa junção de descobertas entre teatro, a fotografia e o Movimento Negro, que se tornou fotógrafo e começou a mergulhar no mundo das imagens e da cultura afro-baiana. Lázaro vem repassando sua arte por meio dos acervos no espaço Zumví, em cursos e oficinas sobre fotografia e técnicas artísticas. Fundou o coletivo de fotógrafos negros, assim era chamado, em parceria com seus amigos Ademar Marques, Raimundo Monteiro, com um acervo analógico com mais de 30 mil imagens compostas por diversas temáticas do universo e da cultura afro-brasileira. Lázaro tem como temática em seus registros fotográficos a cestaria do quilombo da Maré, os Cordeiros no carnaval de Salvador, e a Feira de São Joaquim, entre outros.
Ganhou o prêmio Clementina de Jesus, em 1995, destinado às pessoas que se dedicam a afirmação social do povo negro. participou da exposição Memória de Resistência Negra (Salvador, 2018), do Festival Valongo (Santos, 2018) e do Festival Transatlântico de Fotografia (Salvador, 2019). Autodidata, Lázaro fotografava sem pretensão, fez um curso de fotografia no SENAC, quando se profissionalizou. Ele é um dos fundadores do Arquivo Afro fotográfico Zumví que tem o objetivo de produzir imagens da cultura afro-brasileira.